# إقليم سيدي بنور
إقليم سيدي بنور (بالأمازيغية: ⵜⴰⵙⴳⴰ ⵏ ⵙⵉⴷⵉ ⴰⴱⵉ ⵉⵏⵏⵓⵔ) هو أحد الأقاليم المغربية على الساحل الغربي للبلاد. سميت على اسم أبي ينور عبد الله بن وكريس الدكالي فقيه صوفي عاصر الدولة المرابطية. أحدث إقليم سنة 2009 باقتطاعه من الأقاليم المجاورة وينتمي إلى جهة الدار البيضاء سطات شمال مراكش.يحدها المحيط الأطلسي من الغرب، وإقليم الجديدة من الشمال الغربي، وإقليم أسفي من الجنوب الغربي، وأقاليم الرحامنة واليوسفية من الجنوب الشرقي وأخيرا إقليم سطات ونهر أم الربيع من الشمال الشرقي. وعاصمتها سيدي بنور، وأكبر مدينة في الإقليم هي الوليدية. غالبًا ما يشار إلى سيدي بنور بإقليم سيدي بنور لتمييزها عن عاصمة الإقليم، مدينة سيدي بنور.
إقليم سيدي بنور هو أحد التقسيمات الإدارية في المغرب، يبلغ مساحته 116.1 ميلاً مربعاً (300.733 كم²)، وهو رقم الخامسة والثلاتون من حيث عدد السكان، حيث يبلغ عدد سكانه أكثر من 452538 نسمة. يعيش غالبية سكان إقليم سيدي بنور في مدينة سيدي بنور. ويعد مركز لإنتاج الشمندر السكري في المنطقة، يعرف إقليم سيدي بنور بتربته الخصبة وتوفره على غطاء نباتي متنوع ووفرة المياه وكل هذه العوامل ساعدت على إزدهار المنطقة وذلك بتنوع منتجاته الفلاحية كالقرع والذرة وكذلك المواشي، ويعرف كذلك برواجه الإقتصادي، حيت أنه أصبحت قبلة لكل التجار من المدن الصناعية مثل فاس ومراكش. وكذلك يمتاز بوجود شَاطِئُ الْوَلِيدِيَّةِ على الضفة الأطلسية للمحيط الأطلسي في المغرب، يعتبر من أصغر الشواطئ المغربية على ضفته الأطلسية. ويعرف إقليم سيدي بنور بتنوع أسواقه الأسبوعية على طول الأسبوع منها اثنين اشتوكة، ثلاثاء سيدي بنور، خميس القصبة، أربعاء العونات، خميس الزمامرة، جمعة بني هلال، سبت سايس.
يعتبر إقليم سيدي بنور واحدا من الأقطاب الفلاحية المغربية بامتياز، وقد بلغت الإنتاجات السنوية حوالي 185 مليون لتر بالنسبة للحليب و 12000 طن من الوزن الحي بخصوص اللحوم و 159000 فيما يخص تربية الأبقار وسكر شمندر 14500 هكتار، وهذا ما أهله ليكون من أكبر مزودي المغرب بالحليب والسكر والمنتجات الزراعية الأخرى.
وقد أهلت مجموعة من الأسباب هذا الإقليم لاحتلال هذه المرتبة أهمها: القرب من تأثير المحيط في الوليدية يوفّر فرصًا كبيرة لزراعة الخضراوات، توفر المعرفة والمهارة في الإنتاج الزراعي لدى الفلاحين، نشاط وحركية التعاونيات الفلاحية المتخصصة في إنتاج الحليب؛ وجود شبكة من المنظمات المهنية للفلاحين (الجمعيات، التعاونيات، …).
الموقع الاستراتيجي على مفترق طرق التبادلات والقرب من مراكز الاستهلاك الرئيسية (الدار البيضاء، الجديدة، مراكش، أسفي، أكادير …)، ومن البنى التحتية كالموانئ والمناطق الصناعية.

## التسمية
يعود اسم الإقليم إلى شخصية أبو ينور عبد الله ابن وكريس الدكالي فقيه صوفي عاصر الدولة المرابطية.

## السكان
حسب إحصائيات عام 2014 بلغ عدد سكان الإقليم 452538 نسمة، وبذلك تحتل المرتبة الخامسة والثلاتين من حيث عدد السكان وتبلغ نسبة الكثافة السكانية 150.4 في الكيلومتر المربع. يبلغ عدد الذكور منهم 229023 نسمة بنسبة 50,61 في المائة. فيما عدد الاناث 223425 نسمة بنسبة 49,39 في المائة. أما عدد الاجانب منهم يبلغ 90 نسمة.

### التقسيم الإداري
تتكون الإدارة الترابية بالإقليم من باشويتين ودائرتين بهما 9 قيادات، ومن جماعتين حضريتين (بلديتين) و 23 جماعة قروية.

### الباشويات
- سيدي بنور
- زمامرة

### البلديات
- سيدي بنور (بلدية)
- زمامرة (بلدية)

### الدوائر
- دائرة سيدي بنور
- دائرة زمامرة

### الجماعات القروية
| - بنو هلال - بنو تسيريس - أبو حمام - الجابرية - خميس القصيبة - كدية بني دغوغ - كرديد - العكاكشة - العامرية - العونات - العطاطرة - المشرك - مطران - امطل - أولاد عمران - أولاد أبي ساكن - أولاد السي أبو يحيى - تامدة | - الغنادرة - الغربية - الوليدية - أولاد سبيطة - سانية بن الركيك |

## المعالم
ومن أهم معالم الإقليم قبة سيدي بنور وقبة سيدي أبي سكاون وقصبة الوليدية وقصبة أبي الأعوان وقصبة خميس القصيبة ونوع من البناء التراثي تازوطا.
كذالك تحتوي علي مناظر طبيعية هائلة مثل شاطئ الوليدية وغابة عين الغر وغابة بوحمام وغابة أولاد الساكن وجبل الأخضر بالإضافة للأضرحة المتواجدة في المنطقة منها ضريح أبو ينور الدكالي وضريح أبو حفص عمر بن علي الدغوغي وضريح عبد العزيز بن يفو وغيرها...

## الأعلام
ومن أشهر الشخصيات الفنية الموسيقي والمغنية فاطنة بنت الحسين والمغني عبد العزيز الستاتي.

## الرياضة
ومن أشهر الأندية الرياضية في إقليم سيدي بنور نادي فتح سيدي بنور في مدينة سيدي بنور ونادي أمل سيدي بنور في مدينة سيدي بنور أيضاً ونادي نهضة الزمامرة في مدينة الزمامرة.

## التاريخ

دكاليون أصليون يعملون في إصطياد المحار لإستتماره.

خمسينيات القرن الماضي، كانت بداية لتربية المحار بالمدينة، وبالضبط في 1954 على يد الفرنسي بانكلو البشير الذي الذي اعتنق الاسلام، واستقر بالمغرب، وأنشأ “البارك” أو المحطة السابعة كأول محطة لتربية وتثمين المحار بالمدينة.
الصدفة وحدها قادت بانكلو إلى محاولة تجريب تربية المحار في بحيرة الواليدية، بعدما لمس بعين خبير إمكانات البحيرة، وتوفرها على وسط بيئي ملائم شبيه بالمحطات الفرنسية الشهيرة بتربية المحار.
طبيعة تكوين بحيرة الوالدية، كمجرى مائي ضيق أشبه ما يكون بنهر يفصل بينه والبحر تلال رملية، ومجرى هذا “النهر” الذي يوازي المحيط وتلتقي مياهه في حالة المد والجزر، حولها إلى بيئة ملائمة لنمو وتكاثر هذا النوع من الصدفيات.
استورد بانكلو بذور أو ” الزريعة” كما يسميها المهنيون أو صغار المحار من اليابان، وقام بزرعها في بحيرة الواليدية.
المفاجأة كانت مذهلة، صغار المحار اليابانية، سرعان ما تأقلمت بمياه الوالدية، وبدأت تتغذى البلانكتون، وعاشت للتتحول إلى محارات مختلفة الأحجام، وتكون هذه التجربة السبب لتحويل الواليدية إلى عاصمة لانتاج المحار بالمغرب، ويستقر العديد من الفرنسيين والمغاربة على السواء بالمنطقة لإنتاج محار الوالدية المميز بمذاقه الخاص.

## الجغرافيا

شاطئ الوليدية هو شاطئ على الضفة الأطلسية للمحيط الأطلسي يعتبر من أصغر الشواطئ المغربية على ضفته الأطلسية

يحد إقليم سيدي بنور الشرقا إقليم الجديدة، وغربا المحيط الأطلسي، والشمالا إقليم السطات، وجنوبا إقليم أسفي. ويتكون الإقليم من 23 دائرة، وتبلغ المساحة الكلية 300.733 كم2، وهو رقم الخامسة والثلاتون من حيث عدد السكان.
يحتوي إقليم سيدي بنور على عدة غابات من أهمها غابة عين الغر وغابة بوحمام وغابة أولاد الساكن كما تتميز بوجود المرتفع الأخير من جبال الأطلس المسمى بالجبل الأخضر، كما يمتد الإقليم على شريط ساحلي بطول 30 كلم على المحيط الأطلسي.
عاصمة الإقليم هي سيدي بنور ويبلغ عدد سكانها 55,815 نسمة، وتعد مدينة الوليدية كبرى مدن الإقليم ويبلغ عدد سكانها 18.616 نسمة، ومن المدن الأخرى الكبيرة الزمامرة وهي قريبة من جماعة الغنادرة.

### الاقتصاد

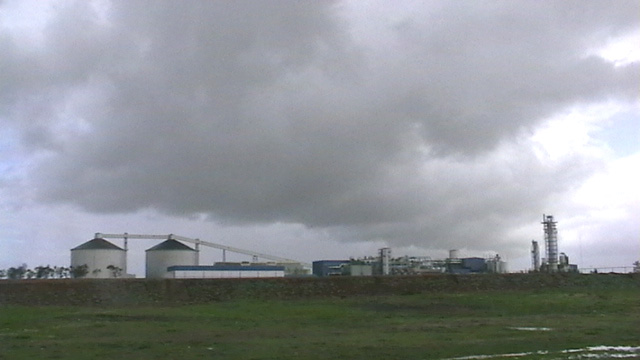
كوسومار في سيدي بنور - أكبر معمل لإنتاج السكر بالقارة الإفريقية

من أهم مدن الإقليم زمامرة.

يعتبر معمل السكر دكالة، الوحدة التابعة لمجموعة كوسومار المتواجد بسيدي بنور قطبا سوسيواقتصاديا مهما بالمنطقة.حيث يؤكد المعمل كل سنة طموحه في تعزيز مكانته كمحرك للاقتصاد الجهوي وذلك من خلال التزام مواطن ومسؤول إيكولوجيا يتجسد في أعمال ملموسة وخلاقة للقيمة المتقاسمة بين جميع شركاء منظومته الاقتصادية: الفلاحون والمزودون وأصحاب النقل والمجتمع المدني…
بعد استثمار مئات الملايين من الدراهم لعصرنة آلياته الصناعية، اقتنى معمل السكر دكالة تجهيزات عصرية جديدة تمكنه من تحسين الأداءات الإجمالية والتي يستفيد منها جميع الفاعلين بمنظومته الاقتصادية. هذه الإجراءات مكنت، منذ موسم 2016، من الحصول على نتائج استثنائية بإنتاج قياسي بلغ 232000 طن من السكر ونسبة حلاوة الشمندر المجني بلغت 18%.
كما تضاهي النتائج المحققة تلك المسجلة من طرف أفضل معامل السكر الخاصة بالشمندر على الصعيد العالمي حيث مكنت من رفع مداخيل الفلاحين بنسبة 25% مقارنة مع الموسم الفارط.
ويواصل معمل السكر مجهوداته لتحقيق أداء تنافسي ومستدام لنشاط السلسلة السكرية بالمنطقة. ويدخل البعد البيئي في صميم استراتيجية “المسؤولية الاجتماعية للمقاولة”. طبقا للالتزامات الرامية إلى حماية البيئة والترشيد الأمثل لاستعمال الموارد الطبيعية، تم القيام باستثمارات أخرى جديدة بغلاف مالي تبلغ قيمته 40 مليون درهم. وقد مكنت هذه الجهود بصفة خاصة من التقليص من النفايات السائلة وعقلنة استهلاك الماء الذي عرف تراجعا بحوالي 86%.
بالإضافة إلى ذلك، سيدخل حيز العمل مولدان جديدان للبخار ومولد التيار المتناوب التوربيني ابتداء من موسم 2017. وسيتم تجهيز مولدي البخار بأنظمة جد عصرية لمعالجة الانبعاثات الغازية، وهي تتطابق مع المتطلبات الأكثر صرامة في الميدان، كما سيمكن مولد التيار المتناوب التوربيني من تحسين أدائنا في مجال النجاعة الطاقية. هذه المشاريع استدعت تدخل أزيد من 15 مقاولة من جميع الهيئات المهنية من ضمنها 13 مقاولة محلية وأكثر من 300 عامل تقني ومهندس متواجدين بصفة دائمة بالورشة لمدة تناهز السنتين.
منذ ما يقارب 50 سنة، يعتبر معمل السكر لدكالة فاعلا اقتصاديا هاما بالمنطقة. حيث يشغل هذا المعمل المتواجد بمدخل سيدي بنور حوالي 180 عاملا دائما طيلة السنة و1000 عاملا موسميا خلال الفترات الموسمية. ويساهم أيضا في تحسين مداخيل 20000 فلاح شريك والذين يزودون في كل موسم معمل السكر بالشمندر المزروع على مساحة 20000 هكتار. وقد شهدت سنة 2016 ارتفاعا في مداخيلهم بنسبة 25% كمعدل مقارنة مع الموسم السابق.
أما بالنسبة إلي مدينة الزمامرة فهي تعتبر بنكاً لإقليم سيدي بنور، من حيث المنتوجات الفلاحية والحيوانية، نظراً لإمكانياتها الطبيعية الهائلة، من حيث الزراعة وتربية المواشي تتوفر على أحسن تربة بالمغرب وهي تربة الترس التي تستغل طيلة الفصول هذا ما جعل المنطقة دائمة الإخضرار، بحيت تعتبر رائدة في إنتاج اللحوم والقمح كما تتوفر على سوق مهم يسمى سوق خميس الزمامرة.
كما تعتبر الموارد الرئيسية للوليدية هي المحار، وكذالك صيد الأسماك، والسياحة والفلاحة. ويتوفر منتجع الوليدية على واحد من أفضل الشواطئ المحمية على الساحل الأطلسي الشمالي، مما يعطيه جذبا سياحيا. وتعتبر الوليدية أولى نقاط تربية المحار في المغرب، وبالتالي فهي متقدمة في هذا المجال.

## الجامعات
- المدرسة العليا للتكنولوجيا بسيدي بنور وتقع في مدينة سيدي بنور وتأسست عام 2016 ويبلغ عدد طلابها نحو 13,175 طالبا. وهي جامعة حكومية.